# 切尔米尼亚诺
切尔米尼亚诺（義大利語：Cermignano），是意大利泰拉莫省的一个市镇。总面积26平方公里，人口1813人，人口密度69.7人/平方公里（2009年）。ISTAT代码为067016。